# Hatim Essaouabi
Hatim Essaouabi (in arabo حاتم الصوابي‎?; Rabat, 13 dicembre 2000) è un calciatore marocchino, difensore del Gent.

## Carriera

### Club
Cresciuto nel settore giovanile del FAR Rabat, ha debuttato in prima squadra il 28 luglio 2021 nell'incontro di prima divisione marocchina perso 2-0 contro il Wydad Casablanca; rimasto inutilizzato nella prima metà della stagione successiva, nel gennaio del 2022 è stato ceduto in prestito al TAS Casablanca in seconda divisione.
Rientrato a Rabat per la stagione 2022-2023, ha iniziato a giocare con maggior frequenza diventando in breve tempo titolare al centro della difesa; il 29 ottobre 2023 ha segnato il suo primo gol con il FAR Rabat nella partita vinta 1-0 contro l'IR Tanger.
Il 15 luglio 2025 è stato acquistato a titolo definitivo dal Gent, club della prima divisione belga.

### Nazionale
Ha giocato con la nazionale marocchina Under-23.

## Statistiche

### Presenze e reti nei club
Statistiche aggiornate al 15 luglio 2025.
| Stagione        | Squadra         | Campionato      | Campionato | Campionato | Coppe nazionali | Coppe nazionali | Coppe nazionali | Coppe continentali | Coppe continentali | Coppe continentali | Altre coppe | Altre coppe | Altre coppe | Totale | Totale | Totale |
| Stagione        | Squadra         | Comp            | Pres       | Reti       | Comp            | Pres            | Reti            | Comp               | Pres               | Reti               | Comp        | Pres        | Reti        | Pres   | Reti   |        |
| --------------- | --------------- | --------------- | ---------- | ---------- | --------------- | --------------- | --------------- | ------------------ | ------------------ | ------------------ | ----------- | ----------- | ----------- | ------ | ------ | ------ |
| 2020-2021       | FAR Rabat       | B1              | 1          | 0          | CM              | 0               | 0               | -                  | -                  | -                  | -           | -           | -           | 1      | 0      |        |
| gen.-giu. 2022  | TAS Casablanca  | B2              | ?          | ?          | CM              | 1               | 0               | -                  | -                  | -                  | -           | -           | -           | 1+     | 0+     |        |
| 2022-2023       | FAR Rabat       | B1              | 28         | 0          | CM              | 2               | 0               | CAF CC             | 14                 | 0                  | -           | -           | -           | 44     | 0      |        |
| 2023-2024       | FAR Rabat       | B1              | 27         | 1          | CM              | 0               | 0               | CAF CL             | 3                  | 0                  | -           | -           | -           | 30     | 1      |        |
| 2024-2025       | FAR Rabat       | B1              | 19         | 0          | CM+CdL          | 2+1             | 0               | CAF CL             | 7                  | 0                  | -           | -           | -           | 29     | 0      |        |
| Totale carriera | Totale carriera | Totale carriera | 75+        | 1+         |                 | 5               | 1               |                    | 24                 | 0                  |             | -           | -           | 104+   | 1+     |        |

## Palmarès

### Club

#### Competizioni nazionali
- Botola 1 Pro: 1

FAR Rabat: 2022-2023